# George’s Spaghetti House
George’s Spaghetti House (auch George's Jazz Room), gegründet 1956, war der am längsten bestehende Jazzclub in Toronto.
Der Jazzclub George’s Spaghetti House wurde 1956 von Doug Cole († 2012) im damaligen George’s Hotel in Toronto in der Dundas Street 290 (Ecke Sherbourne Street) ins Leben gerufen und bestand in seinem italienischen Restaurant bis 1984. Dort traten kanadische Musiker wie Lenny Breau, Hugh Fraser, Carol Britto, Don Francks, Jim Galloway, Guido Basso, Jerry Fuller, Ed Bickert, Ian Bargh, Terry Clarke, Herbie Spanier, Don Thompson und Don Thompson auf. Zunächst waren die Konzerte auf das Wochenende beschränkt; seit 1960 wurde an sechs Abenden der Woche Live-Jazz gespielt. Mitte der 1960er Jahre wurden dort auch Jazzmusiker aus den USA präsentiert.
1984 wurde der Club in den Räumlichkeiten im Obergeschoss des Hauses von wechselnden Besitzern unter anderem Namen (Castle George und A Nice Place) bis 1994 weitergeführt. Im George’s entstanden Rundfunkaufnahmen des CBC und Livemitschnitte von Ed Bickert, Koffman und Doug Riley (Moe Koffman Quintet – Live at George’s). Als musikalischer Leiter des Clubs war von 1956 bis 1990 Saxophonist Moe Koffman verantwortlich, der nicht nur für die Buchungen verantwortlich war, sondern dort auch regelmäßig mit der Hausband auftrat.